# Kyapyanyakchi
Kyapyanyakchi är en ort i Azerbajdzjan.   Den ligger i distriktet Zaqatala Rayonu, i den nordvästra delen av landet, 300 km väster om huvudstaden Baku. Kyapyanyakchi ligger 214 meter över havet och antalet invånare är 965.
Terrängen runt Kyapyanyakchi är platt åt nordost, men åt sydväst är den kuperad. Närmaste större samhälle är Aliabad, 8,0 km öster om Kyapyanyakchi.
Omgivningarna runt Kyapyanyakchi är en mosaik av jordbruksmark och naturlig växtlighet. Runt Kyapyanyakchi är det ganska tätbefolkat, med 80 invånare per kvadratkilometer.